# Antonio Modarelli
Antonio Modarelli (Braddock, Pennsylvania, 1894 – Charleston, 1954) è stato un direttore d'orchestra e compositore statunitense..
Anche se popolare in Europa, fino al punto di essere il primo americano ad essere invitato alla Gesellschaft der deutschen Komponisten (Società del compositore tedesco), Modarelli non è mai stato realmente molto apprezzato in patria, tanto che gli venne chiesto di dimettersi dal consiglio di amministrazione dell'Orchestra Sinfonica di Pittsburgh nel 1936.
Altre orchestre guidate da Modarelli sono l'Orchestra Sinfonica di Wheeling 1937-1942 e la Orchestra Sinfonica della West Virginia 1942-1954.